# Ghassan Muchajber
Ghassan Emile Muchajber (ur. 8 grudnia 1958 r. w Bajt Mari) – prawosławny prawnik i polityk libański,  członek parlamentu od października 2002 r., reprezentujący okręg Al-Matin. Należy do prosyryjskiego Bloku Zmian i Reform.